# Lisandra Cortez
Lisandra Cristina Ribeira Parede Cortez (São Paulo, 16 de febrero de 1984) es una actriz brasileña conocida por Amigas & Rivais.

## Carrera
Cortez nació y se crio en São Paulo. Comenzó su carrera en 2004 haciendo teatro, hizo su debut en televisión en 2006 en una participación de Malhação. En 2007 fue Laura, la protagonista del remake Amigas e rivais, en 2008, Lisandra fue a RecordTV y actuó en Chamas da Vida jugando a Telma, su personaje destacó en la trama por formar parte de un grupo de marginales. 
En 2011 en RecordTV personificó a Débora Torres en Rebelde Brasil, una mujer ambiciosa que sueña con casarse con un hombre rico. En 2013, regresó a SBT y actuó en la telenovela infantil Chiquititas, en el personaje a Maria Cecília, su personaje había destacado. En 2015, actuó en el especial de fin de año Mansão Bem Assombrada. En 2018, se hizo famosa a nivel nacional por interpretar Débora en As Aventuras de Poliana.

## Filmografía

### Televisión
| Año       | Título                  | Personaje                           | Notas                           |
| --------- | ----------------------- | ----------------------------------- | ------------------------------- |
| 2006      | Malhação                | Lavínia                             | Episodio: 19 de agosto          |
| 2007      | Amigas e rivais         | Laura Gonçalves                     |                                 |
| 2008-2009 | Chamas da Vida          | Telma Dias                          |                                 |
| 2011      | Rebelde Brasil          | Débora Torres                       |                                 |
| 2013-2015 | Chiquititas             | Maria Cecília Bittencourt Schneider |                                 |
| 2015      | Mansão Bem Assombrada   | Giovanna                            |                                 |
| 2016      | Lili, A Ex              | Andressa                            | Episodio: "Terapia de Ex-Casal" |
| 2018      | As Aventuras de Poliana | Débora Pavão                        |                                 |